# Oddset Hockey Games 2012
Oddset Hockey Games 2012 spelas under perioden 9 – 12 februari 2012 i Globen, Stockholm och en match på Olympiastadion, Helsingfors. Oddset Hockey Games ingår i Euro Hockey Tour som brukar erkännas som ett inofficiellt Europamästerskap i ishockey. I turneringen deltog landslagen från Finland, Ryssland, Sverige och Tjeckien.
Matchen mellan Finland och Ryssland avgjordes utomhus på Olympiastadion i Helsingfors inför 25 036 åskådare. Matchen slutade 2 − 0 till Ryssland. 

## Tabell
| Lag      | S | V | ÖV | ÖF | F | GM | IM | MS | P |
| -------- | - | - | -- | -- | - | -- | -- | -- | - |
| Sverige  | 3 | 2 | 0  | 1  | 0 | 8  | 4  | +4 | 7 |
| Tjeckien | 3 | 1 | 1  | 0  | 1 | 6  | 8  | −2 | 5 |
| Ryssland | 3 | 1 | 0  | 0  | 2 | 3  | 8  | −5 | 3 |
| Finland  | 3 | 1 | 0  | 0  | 2 | 8  | 5  | +3 | 3 |

## Resultat
Alla matchtider är lokala tider. 
| 9 februari 2012 18:30 | Finland | 0 – 2 (0−1, 0−0, 0−1) | Ryssland | Olympiastadion, Helsingfors |

|  |  | Matchsummering |                                                | Åskådare: 25 036                     |                                      |
|  |  |                | S. Chistov (EQ) 19:17 J. Kuznetzov (PP1) 46:32 | Domare: Martin Frano Antonín Jeřábek | Domare: Martin Frano Antonín Jeřábek |

| 9 februari 2012 19:00 | Tjeckien | 2 − 1 (str) (0−0, 0−1, 1−0, 0−0, 1−0) | Sverige | Globen, Stockholm |

|  |                                            | Matchsummering |                          | Åskådare: 7 125                     |                                     |
|  | J. Kolar (PP1) 51:04 P. Nedved (GWS) 65:00 |                | N. Danielsson (EQ) 23:01 | Domare: Jari Leppäalho Jari Levonen | Domare: Jari Leppäalho Jari Levonen |

| 11 februari 2012 12:00 | Finland | 7 – 0 (3−0, 2−0, 2−0) | Tjeckien | Globen, Stockholm |

|  | | Matchsummering |  | Åskådare: 3 755                     |                                     |
|  | L. Komarov (SH1) 9:55 J. Pesonen (EQ) 12:38 J. Aaltonen (EQ) 19:01 J. Lahti (EQ) 31:19 P. Kontiola (EQ) 39:21 J. Niskala (EQ) 40:12 J. Pesonen (EQ) 40:30 |                |  | Domare: Mikael Nord Mikael Sjöqvist | Domare: Mikael Nord Mikael Sjöqvist |

| 11 februari 2012 16:30 | Sverige | 4 – 1 (0−0, 1−0, 3−1) | Ryssland | Globen, Stockholm |

|  | | Matchsummering |                           | Åskådare: 9 062                     |                                     |
|  | M. Ekholm (PP1) 38:46 N. Danielsson (PP1) 41:38 J. Silfverberg (EQ) 55:36 T. Mårtensson (PP1) 56:33 |                | A. Ryazentsev (PP1) 45:04 | Domare: Jari Leppäalho Jari Levonen | Domare: Jari Leppäalho Jari Levonen |

| 12 februari 2012 12:00 | Ryssland | 0 – 4 (0−2, 0−1, 0−1) | Tjeckien | Globen, Stockholm |

|  |  | Matchsummering |                                                                                        | Åskådare: 1 157                         |                                         |
|  |  |                | J. Nakládal (EQ) 2:02 P. Nedved (PP1) 15:08 K. Kreps (PP1) 33:06 P. Koukal (PP1) 55:03 | Domare: Patrik Sjöberg Morgan Johansson | Domare: Patrik Sjöberg Morgan Johansson |

| 12 februari 2012 15:30 | Sverige | 3 – 1 (0−0, 1−0, 2−1) | Finland | Globen, Stockholm |

|  |                                                                         | Matchsummering |                        | Åskådare: 9 263                              |                                              |
|  | S. Kronwall (PP1) 35:59 J. Andersson (EQ) 45:52 J. Lundqvist (EQ) 58:11 |                | J. Pesonen (SH1) 46:34 | Domare: Vyacheslav Bulanov Konstantin Olenin | Domare: Vyacheslav Bulanov Konstantin Olenin |

## Poängligan
Not: SM = Spelade matcher, M = Mål, A = Assist, P = Poäng
| Spelare            | Land     | SM | M | A | Pts |
| ------------------ | -------- | -- | - | - | --- |
| Janne Pesonen      | Finland  | 3  | 3 | 0 | 3   |
| Nicklas Danielsson | Sverige  | 3  | 2 | 1 | 3   |
| Juhamatti Aaltonen | Finland  | 2  | 1 | 2 | 2   |
| Jakub Nakládal     | Tjeckien | 3  | 1 | 2 | 3   |
| Petr Nedvěd        | Tjeckien | 3  | 2 | 0 | 2   |

## Utmärkelser

### Bästa spelare
Turneringens arrangörer röstade fram följande spelare:
- Bäste målvakt:  Viktor Fasth
- Bäste försvarsspelare:  Mattias Ekholm
- Bäste anfallsspelare:  Juhamatti Aaltonen
- MVP:  Viktor Fasth

### Medias all star-lag
- målvakt:  Viktor Fasth
- försvarsspelare  Mattias Ekholm
- försvarsspelare  Ossi Väänänen
- anfallsspelare  Juhamatti Aaltonen
- anfallsspelare  Jevgenij Kuznetsov
- anfallsspelare  Nicklas Danielsson